# Георги Китов
Георги Павлов Китов е български археолог и траколог. Дълги години се занимавал с откриването и проучване на археологически обекти от времето на Античността и Древна Тракия.

## Биография
Роден е на 1 март 1943 в Дупница. Средното си образование завършва като първенец на випуск 1961 на 10 СПУ (Първа мъжка гимназия) в София. Като ученик получава ревматичен порок на сърцето. Решава, че не трябва да се възползва от здравословното си състояние. Скрива заболяването си и отива войник. За нещастие болестта се усложнява и е освободен.
След като завършва история в Софийския университет „Климент Охридски“ (1966), специализира история на изкуството в Ленинград (1974 – 1975). През 1966 постъпва в Добричкия Окръжен исторически музей като уредник на Градския исторически музей в Каварна и на археологическия обект Нос Калиакра, а от 1971 година работи като уредник в Археологическия музей и институт към БАН.
През последната четвърт на 20 век е направил множество значителни открития, свързани с културата на траките. Сред тях са гробниците в (Жаба могила) при Стрелча, религиозният комплекс – хероон край село Старосел, откриването на 673-грамовата златна маска на тракийски владетел, гробницата на цар Севт III в могилата Голямата Косматка близо до Шипка, както и Александровската гробница до Хасково, украсена с уникални стенописи от средата на IV век пр. Хр., и много други.
Доктор на историческите науки от 1977 година и старши научен сътрудник от 1990. Председател на Общото събрание на Археологическия институт с музей при БАН от (1992). От 1995 година преподава като хоноруван доцент в Нов български университет. Основател и ръководител от (1972) на археологическата експедиция ТЕМП (Траколожка експедиция за могилни проучвания) (преди ЕПОС и ЕТАП).
Наричан от медиите „българския Индиана Джоунс“.
Автор на над 200 статии и десетина студии върху историята, археологията и религията на траките.
Доктор Китов почива внезапно от сърдечен удар на 14 септември 2008 г. при разкопките в Старосел. Погребан е в Централните софийски гробища.

## Критика
През 2001 г. Китов е лишен от правото да ръководи разкопки за една година и е отстранен от Съвета за теренни проучвания към Археологическия институт при БАН. Причината е, че през 2000 г. с екипа си е разкопал три могили при Старосел, за които е нямал разрешително, неправомерно е използвал земекопна техника и е разкопавал няколко обекта едновременно, без да е възможно да ръководи работата на всички тях. Също така без разрешение за проучване е влязъл през иманярски изкоп в гробницата при с. Александрово, до Хасково. Според протокола от заседанието на Теренния съвет, са „нарушени редица основни норми и стандарти на професионалното археологическо изследване“.
Публикациите на Китов срещат остра критика, особено в рецензията за книгата „Въведение в тракийската археология“ (2002), на която е съавтор. Тезите му за погребалните практики на траките са квалифицирани като „коктейл от повърхностни наблюдения, тромави логически конструкции и опити за културологични обобщения на ниво от началото на миналия век.“
Рецензията също така упреква Китов в провеждане на разкопки с булдозер с цел бързина, а не добавяне на научна информация, остарели методи на документиране и оскъдна информация в публикациите.
От своя страна, Китов защитава бързия темп, с който разкопава голям брой могили ежегодно и употребата на машини, като сочи опасността от това иманяри да стигнат до предметите първи.

## Избрана библиография
- Тракийските могили край Стрелча, София, 1979
- Траките в Ловешки окръг, София, 1980
- Национален археологически музей (Пътеводител), София, 1976
- Тракийското съкровище от Вълчитрън, София, 1978
- С българско име през вековете, София, 1979
- Борово. Сребърно тракийско съкровище, София, 1976
- Богатствата на тракийските владетели, София, 1992
- Долината на тракийските владетели (дипляна), София, 1997
- Тракийски култов център Старосел (дипляна), София, 2000
- Панагюрското съкровище, София, 2000
- Александрово – гробница-мавзолей (дипляна), София, 2001
- Тракийски култов комплекс в Старосел, Варна, 2002
- Долината на тракийските царе, Варна, 2002
- Тракийски култов център Старосел, (2-ро издание) Варна, 2002
- Въведение в тракийската археология (с Даниела Агре), София, 2002, 430 с.
- Могила Светица проговори, Казанлък, 2004
- Гробницата на Севт III, Казанлък, 2004
- Александровската гробница, Варна, 2002
- Панагюрското съкровище, Варна, 2002; Варна, 2006 (2-ро издание), 125 с.
- The Valley of the Thracian Rulers, Varna, 2005 (2nd edition), 99 pp.